# Incident de Shibuya

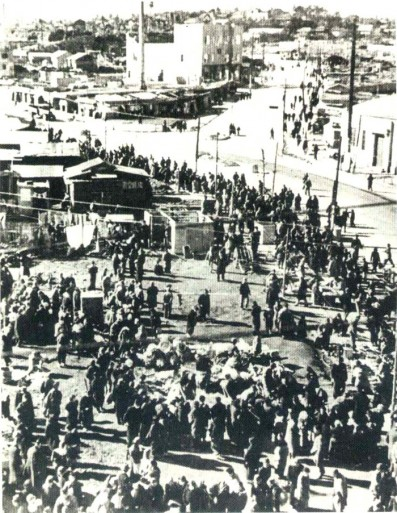
Shibuya, Tokyo, en 1945.

L'incident de Shibuya (渋谷事件, Shibuya jiken) est un violent affrontement entre bandes rivales japonaises qui se déroula en juin 1946 près de la gare de Shibuya à Tokyo.
Durant les années suivant la défaite de 1945, les Japonais durent improviser pour chaque besoin de la vie quotidienne, ce qui donna naissance à un grand et lucratif marché noir pour le contrôle duquel plusieurs bandes rivales se combattaient. Il y avait aussi à cette époque au Japon beaucoup de « personnes de pays tiers », des anciens sujets de l'empire du Japon dont la citoyenneté fut transférée à d'autres pays après la guerre comme à la Chine ou à la Corée. L'incident de Shibuya vit s'affronter d'anciens citoyens japonais de Taïwan contre des bandes yakuzas. Après les échauffourées, le gouvernement nationaliste chinois se proposa pour défendre les Taïwanais.

## Contexte

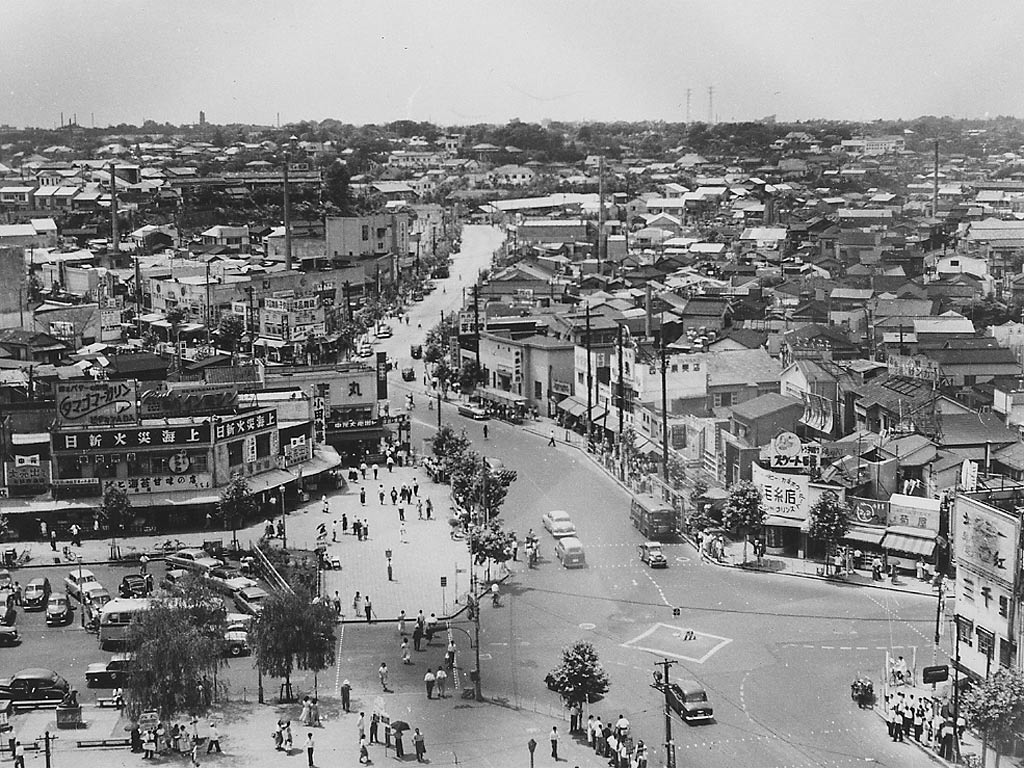
Shibuya, Tokyo, en 1952.

### Le Japon d'après-guerre
Les raids aériens sur le Japon firent fuir des millions de personnes des centres urbains, et plusieurs pénuries alimentaires, provoquées par de mauvaises récoltes et par les besoins de la guerre, apparurent lorsque l'importation de nourriture de Corée, de Taïwan ou de Chine cessa. Problème aggravé par le rapatriement de Japonais vivant dans les territoires extérieurs de l'empire. Plus de 5,1 millions de personnes retournèrent au Japon dans les quinze mois suivant le 1er octobre 1945. L'abus d'alcool et de drogue devint un problème important. Le profond désespoir, le moral en baisse et l'épuisement de la population était si conséquent qu'on utilisait le terme de « condition kyodatsu » (虚脱状態, kyodatsujoutai, lit. « état de léthargie »). Du fait d'une inflation grandissante, beaucoup de personnes se tournaient vers le marché noir pour se fournir en marchandises vitales.

### Les marchés noirs
Les marchés noirs sont l'une des premières activités économiques à réapparaître au Japon après la défaite de 1945. La population se tourna vers eux car les magasins légaux étaient encore détruits ou n'avaient plus rien à vendre. Quatre jours après la reddition du Japon du 15 août 1945, le gang Ozu plaça une annonce dans les journaux pour demander aux patrons d'usines, qui ne vendaient plus alors exclusivement qu'à l'armée, de venir au siège du gang pour discuter de la redistribution de leur marchandise. Dans le quartier de Shinjuku à Tokyo, le gang Ozu créa un grand marché près de la gare et, en septembre 1945, posa une énorme pancarte avec 117 ampoules de cent watts chacune pour indiquer l'emplacement de celui-ci, tellement lumineux qu'il se voyait à des kilomètres. Les profits furent énormes et les vendeurs — surnommés « cacahouètes » — gagnaient plus de cinq cents yens par jour (en comparaison, les instituteurs étaient payés trois cents yen par mois). D'autres gangs emboîtèrent le pas et des marchés noirs fleurirent partout dans le pays. Environ 30 % de ceux qui y travaillaient étaient des « personnes de pays tiers ».

### Personnes de pays tiers
Après la reddition du Japon, les territoires extérieurs qu'il contrôlait (parfois depuis des décennies) devinrent indépendants, comme la Corée du Nord et la Corée du Sud. En réponse, le gouvernement japonais retira la citoyenneté aux habitants de ces régions et plusieurs milliers de personnes décidèrent d'émigrer au Japon. Ces Asiatiques non-Japonais étaient appelés « personnes de pays tiers » (daisan-kokujin en japonais),. À cause du chômage d'après-guerre, ceux-ci se tournèrent en masse vers les marchés noirs et autres activités souterraines.

## Guerre de territoire
À cause d'intérêts financiers énormes et de problèmes raciaux grandissants, des combats pour le contrôle des marchés noirs semblaient inévitables. En juin 1946 eurent lieu des affrontements entre des bandes taïwanaises et le groupe yakuza japonais, Matsuba-kai (en). Pas très loin du poste de police de Shibuya, plus d'un millier de membres yakuzas affrontèrent des centaines de Taïwanais à coup de barres de fer et avec quelques petites armes à feu. Sept Taïwanais furent tués et trente-quatre blessés. La police japonaise eut également des pertes : un policier fut tué et un autre blessé. L'opinion publique fut choquée par ce chaos et blâma les étrangers et l'incompétence de la police. Pendant ce temps, des tensions entre communautés coréennes et taïwanaises apparurent.
Plus de quarante Taïwanais furent arrêtés en lien avec l'incident et leurs cas furent rapidement transmis à la composante chinoise du commandement allié à Tokyo. Un grand procès public eut lieu et le gouvernement japonais fut forcé d'y présenter des policiers impliqués dans l'incident. Le jugement final condamna trente-cinq personnes aux travaux forcés ou à l'expulsion. Le procès mit en lumière la situation de la communauté chinoise du Japon et la Chine usa de son influence au commandement allié pour garantir un statut spécial aux Chinois, ainsi que des droits spéciaux, comme des rations supplémentaires, un privilège que n'avaient pas les Coréens.

## Dans la culture populaire
Dans le roman Tokyo année zéro de 2007 de David Peace, vie romancée du yakuza Yoshio Kodaira (de), l'incident et la réponse de la police sont décrits.
Le troisième arc du manga Jujutsu Kaisen porte le nom de Drame de Shibuya, y faisant une référence directe de par son contexte ou la localisation.